# CrossDOS
CrossDOS ist ein Dateisystem-Handler für AmigaOS, der es ermöglicht, auf FAT- und GEMDOS-formatierte Medien zuzugreifen. Es wurde erstmals am 1. Oktober 1989 veröffentlicht und war ab AmigaOS Version 2.1 im Betriebssystem enthalten.

## Entwicklung und Funktionen
CrossDOS wurde ursprünglich von der Firma Consultron als eigenständiges kommerzielles Produkt entwickelt und war für AmigaOS 1.2 und 1.3 verfügbar. Im Jahr 1992 integrierte Commodore CrossDOS in AmigaOS 2.1, um den Nutzern die Arbeit mit Disketten zu ermöglichen, die für den PC und den Atari ST formatiert waren. Es unterstützte sowohl doppelseitige (720 KB) als auch hohe Dichte (1,44 MB) Disketten auf kompatiblen Laufwerken.

## Hauptfunktionen
- Zugriff auf FAT-formatierte Medien: CrossDOS ermöglichte es Amiga-Benutzern, auf FAT-formatierte Disketten und Festplatten zuzugreifen und diese zu bearbeiten[2].
- Automatische Disk-Wechselerkennung: Ähnlich wie bei AmigaDOS, unterstützte CrossDOS die automatische Erkennung von FAT-formatierten Disketten.
- Unterstützung für verschiedene Diskettenformate: CrossDOS unterstützte sowohl PC- als auch Atari-ST-Disks und andere Formate.
- Keine Unterstützung für lange Dateinamen: Die in AmigaOS eingebundenen Versionen von CrossDOS unterstützten keine langen Dateinamen, eine Erweiterung von FAT, die Microsoft mit Windows 95 eingeführt hatte.

## Technische Details
CrossDOS ist ein Dateisystem-Handler, der es AmigaOS ermöglicht, FAT-Dateisysteme zu lesen und zu schreiben. Hier sind einige der technischen Aspekte und Funktionen von CrossDOS:
- Dateisystem-Treiber: CrossDOS integriert sich als Dateisystem-Treiber in das AmigaOS und verwendet den Dateisystemhandler mfm.device, um auf FAT-formatierte Medien zuzugreifen.
- Mount-Points: CrossDOS verwendet Mount-Points, um FAT-formatierte Laufwerke in das Amiga-Dateisystem einzubinden. Diese Mount-Points können in der Datei DEVS:DosDrivers definiert werden. Ein Beispiel für einen Mount-Point-Eintrag könnte so aussehen:

```
Device = mfm.device
Unit = 0
Flags = 0
FileSystem = CrossDOSFileSystem
Mount = 1

```

- Cache-Management: CrossDOS verwendet einen internen Cache-Mechanismus, um die Lese- und Schreibgeschwindigkeit zu verbessern und die Anzahl der direkten Zugriffe auf die Hardware zu minimieren. So werden Daten, von denen es erwartet, dass sie bald benötigt werden, im Voraus in den Cache geladen (sogenanntes „Read-Ahead“). Und Daten, die geschrieben werden sollen, werden zunächst im Cache gespeichert und regelmäßig in größeren Blöcken auf die Hardware geschrieben (sogenanntes „Lazy Writing“).
- Fehlerbehandlung: CrossDOS beinhaltet robuste Fehlerbehandlungsroutinen, um mit verschiedenen Arten von Dateisystemfehlern umzugehen, die bei der Arbeit mit FAT-Medien auftreten können.
- Kompatibilität: CrossDOS ist kompatibel mit verschiedenen FAT-Varianten, einschließlich FAT12 und FAT16. Zudem bietet es grundlegende Unterstützung für FAT32, mittels derer auf FAT32-formatierte Medien zugegriffen, Dateien gelesen und geschrieben sowie in der Verzeichnisstruktur navigiert werden kann. Jedoch gibt es Einschränkungen bei der Unterstützung von langen Dateinamen und der Leistung beim Umgang mit großen oder fragmentierten Partitionen.

## Versionen und Weiterentwicklung
CrossDOS 1.x und 2.x
Diese Versionen wurden ursprünglich von Consultron entwickelt und als kommerzielle Produkte verkauft. Sie boten grundlegende Unterstützung für FAT12- und FAT16-formatierte Medien und wurden hauptsächlich für AmigaOS 1.2 und 1.3 verwendet.
CrossDOS 3.x und 4.x
Mit AmigaOS 2.1 und späteren Versionen wurde eine verbesserte Version von CrossDOS integriert. Diese Versionen boten erweiterte Unterstützung für PC-formatierte Disks und wurden mit dem Betriebssystem gebündelt.
CrossDOS 5.0
Diese Version führte Verbesserungen in der Leistung und Fehlerbehandlung ein.
CrossDOS 6.0
CrossDOS 6.0 fügte einige neue Funktionen hinzu, wie die Möglichkeit, größere Partitionen zu verwalten und erweiterte Fehlerbehandlungsroutinen.
CrossDOS 7.0 (Gold Edition)
Die letzte und fortschrittlichste Version von CrossDOS war CrossDOS 7.0, auch bekannt als die „Gold Edition“. Diese Version bot Unterstützung für lange Dateinamen (VFAT) und andere Funktionen, die in den gebündelten Versionen nicht verfügbar waren. CrossDOS 7.0 wurde als eigenständiges Produkt von Consultron verkauft und bot die umfassendste Unterstützung für verschiedene FAT-Varianten.

## Bedeutung und Einsatz
In den 1990er Jahren wurde CrossDOS zu einer gängigen Methode zur Dateiaustausch zwischen Amiga-Systemen und anderen Plattformen. Es war besonders nützlich für den Transfer von Text-, Font-, Datenbank- und Grafikdateien zwischen Amiga und MS-DOS-Computern.